# Akira Kitaguchi
Akira Kitaguchi (Prefectura d'Osaka, Japó, 8 de març de 1935) és un futbolista japonès que disputà deu partits amb la selecció japonesa.